# Оксид азоту(II)
Окси́д азо́ту(II), нітроге́н(II) окси́д, мо́ноокси́д азо́ту — неорганічна сполука складу NO. За звичайних умов є безбарвним, токсичним і незаймистим газом. У рідкому та твердому станах сполука димеризується з утворенням оксиду N2O2.
Монооксид азоту належить до несолетвірних оксидів: з водою він не утворює кислоту або основу, а безпосередньо реагуючи з основами та з кислотами, не утворює солей.

## Фізичні властивості
Оксид азоту NO за звичайних умов є безбарвним газом із дуже низькою температурою кипіння (-151,8°С) і температурою плавлення (-163,6°С). У твердому стані, завдяки наявності неспареного електрону, сполука повністю димеризується з утворенням оксиду N2O2, а у рідкому — приблизно на чверть.
У воді розчиняється важко: при звичайній температурі лише близько 5 см³ в 100 г води.

## Отримання

### Промисловий метод
У промислових масштабах синтез оксиду азоту(II) є однією зі стадій в отриманні нітратної кислоти. Його добувають окисненням аміаку киснем повітря в присутності каталізаторів:
{\displaystyle \mathrm {4NH_{3}+5O_{2}{\xrightarrow {400-600^{o}C}}4NO+6H_{2}O} }
Кількість перетвореного в NO аміаку становить приблизно 93—98 %. Іншими, побічними, реакціями є утворення азоту та оксиду азоту(I):
{\displaystyle \mathrm {4NH_{3}+3O_{2}\longrightarrow 2N_{2}+6H_{2}O} }
{\displaystyle \mathrm {2NH_{3}+2O_{2}\longrightarrow N_{2}O+3H_{2}O} }
Окрім цього, може відбуватися часткове розкладання кінцевого продукту, NO, а також його взаємодія із аміаком:
{\displaystyle \mathrm {2NO\longrightarrow N_{2}+O_{2}} }
{\displaystyle \mathrm {6NO+4NH_{3}\longrightarrow 5N_{2}+6H_{2}O} }
Згідно з однією з найпоширеніших теорій механізму окиснення, запропонованою Максом Боденштейном, аміак окиснюється атомарним киснем, адсорбованим на каталізаторі, з утворенням гідроксиламіну, який поступово розкладається з утворенням NO:
{\displaystyle \mathrm {O_{2}\longrightarrow 2O} }
{\displaystyle \mathrm {NH_{3}+O\longrightarrow NH_{2}OH} }
{\displaystyle \mathrm {NH_{2}OH+O_{2}\longrightarrow HNO_{2}+H_{2}O} }
{\displaystyle \mathrm {HNO_{2}\longrightarrow NO+OH^{-}} }
{\displaystyle \mathrm {2OH^{-}\longrightarrow O+H_{2}O} }
Основними застосовуваними каталізаторами є платина та, меншою мірою, родій і паладій. Попри їхню високу вартість, вони мають перевагу у вищому виході реакції та меншій схильності до отруєння.

### Лабораторні методи
В лабораторіях монооксид азоту зазвичай добувають взаємодією розведеної нітратної кислоти з міддю при деякому нагріванні за реакцією:
{\displaystyle \mathrm {3Cu+8HNO_{3}{\xrightarrow {t}}3Cu(NO_{3})_{2}+2NO+4H_{2}O} }
Застосовуються також реакції відновлення нітритів у розведеній сульфатній кислоті:
{\displaystyle \mathrm {6NaNO_{2}+3H_{2}SO_{4}\longrightarrow 4NO+2HNO_{3}+3Na_{2}SO_{4}+2H_{2}O} }
{\displaystyle \mathrm {KNO_{2}+KI+H_{2}SO_{4}\longrightarrow NO+I_{2}+K_{2}SO_{4}+2KOH} }
Отриманий такими методами NO може бути забруднений домішками (перш за все, N2O), тому він вимагає додаткової очистки.

## Хімічні властивості
Найхарактернішою властивістю монооксиду азоту є його здатність легко сполучатися при звичайних умовах з киснем повітря з утворенням діоксиду азоту (реакція має велике значення при виробництві нітратної кислоти):
{\displaystyle \mathrm {2NO+O_{2}\longrightarrow 2NO_{2}} }
При високотемпературному нагріванні та в присутності каталізатору BaO, газуватий NO розкладається на прості сполуки. Рідкий NO із плином часу може диспропорціонувати з утворенням оксидів азоту(I) та азоту(III):
{\displaystyle \mathrm {2NO{\xrightarrow {700^{o}C,KAT}}N_{2}+O_{2}} }
{\displaystyle \mathrm {4NO{\xrightarrow {\tau }}N_{2}O+N_{2}O_{3}} }
При взаємодії із галогенами або сульфатною кислотою (в присутності кисню), NO окиснюється із утворенням сполук нітрозилу:
{\displaystyle \mathrm {2NO+Cl_{2}\longrightarrow [NO]^{+}Cl^{-}} }
{\displaystyle \mathrm {4NO_{(liquid)}+O_{2}+4H_{2}SO_{4}\longrightarrow 4[NO]^{+}HSO_{4}^{-}+2H_{2}O} }
Аналогічно він утворює нітрозильні комплекси з солями перехідних металів у водних розчинах, зокрема з солями двовалентного заліза утворює бурий малостійкий нітрозосульфат, що розкладається при нагріванні:
{\displaystyle \mathrm {NO+FeSO_{4}\rightleftharpoons [Fe(NO)SO_{4}]} }
або більш загально в іонній формі:
{\displaystyle \mathrm {NO+[Fe(H_{2}O)_{6}]^{2+}\rightleftharpoons [Fe(NO)(H_{2}O)_{5}]^{2+}+H_{2}O} }
Оксид азоту відновлюється до вільного азоту графітом, червоним фосфором, неметалічними сполуками-відновниками, а також деякими металами:
{\displaystyle \mathrm {2NO+C{\xrightarrow {400-500^{o}C}}N_{2}+CO_{2}} }
{\displaystyle \mathrm {10NO+4P{\xrightarrow {150-200^{o}C}}5N_{2}+P_{4}O_{10}} }
{\displaystyle \mathrm {2NO+2H_{2}S{\xrightarrow {300-350^{o}C}}N_{2}+2H_{2}O+2S} }
{\displaystyle \mathrm {2NO+2SO_{2}\longrightarrow N_{2}+2SO_{3}} }
{\displaystyle \mathrm {2NO+4Cu{\xrightarrow {500-600^{o}C}}N_{2}+2Cu_{2}O} }

## Роль у живих організмах
Роль оксиду азоту(II) як сигнальної молекули в живих організмах була відкрита у 1980-х роках, а 1998 Роберт Ферчготт, Луїс Ігнарро і Ферід Мурад отримали Нобелівську премію з фізіології або медицини за з'ясування його функцій у серцево-судинній системі. Монооксид азоту є паракринним фактором завдяки своїй здатності швидко дифундувати через мембрани клітин, проте через високу реакційність відстань такої дифузії обмежена 1 мм а час півжиття молекул NO становить 5–10 секунд. Оксид азоту(II) виконує сигнальну функцію як у тварин, так і в рослин, навіть деякі бактерії можуть відчувати дуже невеликі його концентрації і рухатись у сторону від джерела цієї сполуки.
У ссавців NO задіяний у низці фізіологічних процесів, таких як регуляція артеріального тиску, передача нервових імпульсів, зсідання крові та імунна відповідь. Синтез оксиду азоту(II) здійснюється шляхом деамінування амінокислоти аргініну і забезпечується ферментом NO-синтазою (NOS), що має у ссавців три ізоформи: нейрональна (nNOS), індуцибельна (iNOS) та ендотеліальна (eNOS). nNOS і eNOS експресуються у відповідних типах клітин конститутивно і різко збільшують свою активність у відповідь на зростання концентрації Ca2+. Натомість активація iNOS здійснюється на рівні транскрипції під впливом ендотоксинів або цитокінів запалення, зокрема в таких клітинах як макрофаги та нейтрофіли, і не залежить від цитоплазматичного рівня кальцію.
Однією із мішеней монооксиду азоту в клітинах ссавців, в тому числі і гладких м'язах, є фермент гуанілатциклаза, в активному центрі якого він приєднується до атому заліза і таким чином збільшує ензиматичну активність. Циклічний ГМФ, що є продуктом гуанілатциклази, є вторинним посередником і запускає в клітині каскад реакцій, що забезпечують фізіологічну відповідь, у випадку гладеньких м'язів — їх розслаблення.
NO може діяти також і цГМФ-незалежним шляхом, наприклад змінювати активність білків шляхом ковалентного нітрозилювання тіольних груп (-SH) специфічних залишків цистеїну в їх складі.

### Захисна функція монооксиду азоту
У рослин NO бере участь у захисних реакціях під час ушкоджень та інфекцій. Також монооксид азоту відіграє роль у функціонуванні імунної системи тварин. Активовані макрофаги та нейтрофіли (а також клітини ендотелію) виробляють його у великих кількостях під час запальних процесів. Разом із NO вони виділяють супероксид-он (O−
2), ці дві сполуки з'єднуючись утворюють дуже токсичний пероксинітрит (OONO−) потрібний для того, щоб вбити поглинуті бактерії.

### Медичні препарати, що впливають на сигналювання NO
Із препаратів, що впливають на сигнальний шлях монооксиду азоту, першим почав використовуватись ще у дев'ятнадцятому столітті нітрогліцерин для боротьби зі стенокардією. Ця сполука повільно розщеплюється в організмі і діє як джерело NO тривалий час. NO у свою чергу забезпечує розширення судин і зменшення навантаження на серце. Така дія нітрогліцерину була відкрита завдяки спостереженню, що хворі на стенокардію працівники фабрик, на яких виготовляли цю сполуку, сильніше страждали від болю на вихідних. Лікарі настільки часто чули такі повідомлення пацієнтів, що звернули увагу на терапевтичний ефект нітрогліцерину. З того часу було розроблено багато інших нітровазодиляторів. Сам NO не має терапевтичної дії під час стенокрадії, через дуже невеликий час півжиття, проте його інколи використовують у вдихуваній формі для полегшення легеневої гіпертензії.
Існують також препарати, що мають інші мішені у сигнальному шляху NO. Наприклад, силденафіл пригнічує діяльність фосфодіестерази, яка розщеплює цГМФ, таким чином продовжуючи тривалість дії сигналу. Ця сполука була вперше запропонована для лікування стенокрадії, проте з'ясувалось, що вона найбільш ефективно впливає на ізоформу цГМФ-фосфодіестерази, що експресується у судинах пеніса, і викликає їх розширення і, відповідно, ерекцію. Через це силденафіл (під назвою Віагра) став використовуватись для лікування еректильної дисфункції.

## Токсичність
Оксид NO подразнює дихальні шляхи та очі. Симптоми отруєння з'являються лише через певний період затримки у кілька годин. Ними є: подразнення горла, ускладнене дихання, головний біль, нудота. Подальші ускладнення за відсутності лікувальних заходів можуть спричинювати повну втрату сил, непостійність дихання, ціаноз, а також смерть внаслідок набряку легень.
Ураженого NO необхідно забрати із небезпечної території, провентилювати легені киснем. Подальші 72 години необхідно забезпечити нагляд та виключити будь-яку фізичну діяльність, оскільки це може призвести до розвитку набряку легень. При потраплянні речовини в очі або на шкіру, необхідно ретельно промити уражене місце теплою водою та звернутися до лікаря.
Заходами безпеки при роботі із оксидом азоту(I) є наявність захисних гумових (тефлонових) рукавичок, герметичних окулярів, респіратору.